# Гласность (газета)
Гласность — ежедневная либерально-буржуазная, литературно-политическая газета, издававшаяся в Санкт-Петербурге, с 11 января 1897 года по 1903 год. 
В 1881—1882 годах в Санкт-Петербурге выходила одноименная газета. 
Издатель-редактор Александр Петрович Пятковский.
В 1903 году А. Гиероглифовым переименована в газету «Русь». Предполагалось выпускать её два раза в день, но сначала она выходила еженедельно; всего вышло 22 номера.

## Современные издания
С 14 июня 1990 года до настоящего времени выходит газета «Гласность», принадлежащая КПСС.